# 古斯塔沃·库尔滕
古斯塔沃·库尔滕（葡萄牙語：Gustavo Kuerten，1976年9月10日—），巴西前職業網球運動員，單打最高世界排名第一，三座大滿貫得主，國際網球名人堂成員。
他是网球史上最佳巴西一哥、南美洲二哥和首位南美年終球王，尤其红土赛事里的成就非常优异，网球史上首位生涯囊括三項紅土大師賽（蒙地卡羅、羅馬、漢堡）及法網，由此实现「紅土大滿貫」霸業的球員。

## 網球生涯
- 仅仅第三次参加网球大满贯赛事即夺得单打桂冠（1997年法网）：网球史上最神速最飞快的大满贯登顶速度，与并列）
- 1997年法网封王时，他的单打世界排名仅为第66名，这是网球大满贯史上第三低以及原本的第二低。
- 三次法网封王過程中，他均擊敗過至少2名過去及將來的冠軍：
  - 1997年法网封王时，他接连击败3位前4屆法网冠军（決賽對1993及1994年的布鲁格拉、第三輪對1995年的和四分之一决赛對1996年的卡菲尼可夫）。
  - 2000年法网封王时，他接连击败2位前法网冠军（第三輪對1989年的張德培和四分之一决赛對1996年的卡费尔尼科夫）以及1位未來法网冠军（準決賽對2003年的費雷羅）。
  - 2001年法网封王时，他接连击败1位前法网冠军（四分之一决赛對1996年的卡费尔尼科夫）以及1位未來法网冠军（準決賽對2003年的费雷罗）。
- 1999年和2000年，他均获得年度巴西最佳男子体育人物（英语：Prêmio Brasil Olímpico）。
- 2000年，他奪得法網、大師盃兩個主要大賽冠軍在內的五個ATP男單錦標。他在法網男單决賽擊敗瑞典球員诺曼，事隔三年後再奪冠軍；在漢堡大師賽和印第安納波利斯（RCA錦標賽）男單决賽兩挫爭逐世界第一的競敵、俄羅斯的沙芬，奪得冠軍；在大師盃單打决賽則戰勝美國名將兼上年年終第一的阿加西奪冠後，在最後時刻的12月4日的52週排名積分正式超越沙芬，首次獲得ATP單打世界排名第一和年終世界排名第一，並打破了美國人在1992–1999年連續8年壟斷此榮耀的紀錄。
- 2001年，他第三次進入法網男單決賽中，擊敗了1998年亞軍、西班牙的克雷特加 ，奪得冠軍，不過這也是他最後一次奪得大滿貫錦標，之後他再沒有打進法網或其他大滿貫男單决賽。憑藉在法網决賽3戰全勝，古爾頓保有少數網球員能享有的大滿貫單打决賽100%勝率紀錄。
  - 同年征戰美網比賽時，他弄傷了臀部，之後戰績開始下滑，即使當年取得包括法網和大師賽在內個人一年最多的六個ATP單打冠軍，但當年年終排名第一仍被休伊特搶去，而且再沒有重登世界第一，往後幾年雖然偶而在一些小型比賽奪冠，但已不復當年勇。
- 2004年法网第三圈，他以三盤6–4打敗當時世界第一的費德勒，使後者痛失一年內包攬四大滿貫男單冠軍的良機。
- 2005年，美国权威杂志Tennis推出的《网球史上的Greatest 40》榜单，他位居第37，是其中唯一的巴西选手，也是其中唯三的南美洲选手（另两位是第24名的阿根廷天王吉列尔莫·维拉斯和第40名的阿根廷天后加布里埃拉·萨巴蒂尼）。
- 他职业生涯的句号是2008年法国网球公开赛第一轮對保羅-亨利·馬蒂厄：当时观众席上座无虚席满满15000人，他的运动服特意制作为1997法国网球公开赛（他的第一个大满贯桂冠）的样子，最终他以3-6、4-6、2-6落败，巧合的是这居然正好和1997法网决赛的比分一模一样；比赛结束的那一刻，他在主办方特意送上的纪念荣誉奖杯和全场观众排山倒海的敬意和不舍中含泪结束传奇生涯。[2]
- 他的最快发球速度为212 km/h (131 mph)。
- 他的单打冠军成就“环游世界13个国家”：巴西、阿根廷、智利、墨西哥、法国、德国、意大利、西班牙、葡萄牙、摩纳哥、俄罗斯、新西兰和美国。

## 技術分析
库尔滕是一位單手反拍的球員，反手擊球威力驚人，落點準確，並善長使用大力發球；移动一流，能够覆盖场上任何角落。
與眾多南美網球員一樣，库尔滕善長紅網球，他是首位生涯成功囊括三項紅土大師賽（蒙地卡羅、羅馬、漢堡）及法網，達成「紅土大滿貫」霸業的球員。（按：蘭度曾在上述四項比賽至少兩度掄元，但當時ATP仍是Grand Prix和WCT年代，還沒有大師賽。）
个人鼎盛时期的1997～2001年，五年之内三度法网封王。
他的硬地場的成績也算不俗，他的20個男單冠軍中有來自不同級別的6個硬地球場，比賽包括2000年的印第安納波利斯（RCA錦標賽）和大師盃、2001年的辛辛那堤大師賽、2002年的Costa Do Sauipe，以及2003年的奧克蘭和聖彼德堡；2001年辛辛那堤大賽是接連擊敗、哈斯、卡菲尼可夫、和而奪冠，2000年大師盃更是接連擊敗和阿加西取得的。而美網男單最佳成績是1999年和2001年的四分之一决赛。

## 大满贯

### 男單冠軍（3）
| 年份 | 比賽 | 場地 | 決賽對手 | 對手國籍 | 勝方比分            |
| ---- | ---- | ---- | -------- | -------- | ------------------- |
| 1997 | 法網 | 紅土 | 布魯蓋拉 | 西班牙   | 6–3、6–4、6–2       |
| 2000 | 法網 | 紅土 | 諾曼     | 瑞典     | 6–2、6–3、2–6、7–66 |
| 2001 | 法網 | 紅土 | 柯瑞查   | 西班牙   | 63–7、7–5、6–2、6–0 |

## ATP年終賽

### 冠軍（1）
| 年份 | 舉行地點 | 決賽對手 | 對手國籍 | 勝方比分      |
| ---- | -------- | -------- | -------- | ------------- |
| 2000 | 葡萄牙   | 阿格西   | 美国     | 6–4、6–4、6–4 |

## ATP巡迴賽

### 單打

#### 冠軍（20）
- 1997年 (1) - 法網
- 1998年 (2) - 斯图加特-1（斯图加特室外賽）、馬略卡
- 1999年 (2) - ATP蒙特卡洛1000大師賽 A、ATP羅馬1000大師賽 A
- 2000年 (5) [3] - 聖地牙哥、ATP漢堡1000大師賽 A、法網、印第安納波利斯（RCA錦標賽）、大師盃
- 2001年 (6) - 布宜諾斯艾利斯、阿卡普爾科、ATP蒙特卡洛1000大師賽 A、法網、斯图加特-1（斯图加特室外賽）、ATP辛辛那堤1000大師賽 A
- 2002年 (1) - Costa Do Sauipe（巴西公開賽）
- 2003年 (2) - 奧克蘭、聖彼德堡
- 2004年 (1) - Costa Do Sauipe（巴西公開賽）

^  注解A：為ATP大師賽（共5項）

#### 亞軍（9）
- 1997年 (2) - 博洛尼亚、ATP加拿大1000大師賽 B
- 2000年 (2) - ATP邁阿密1000大師賽 B、ATP羅馬1000大師賽 B
- 2001年 (2) - ATP羅馬1000大師賽 B、印第安納波利斯（RCA錦標賽）
- 2002年 (1) - 里昂
- 2003年 (1) - ATP印第安泉1000大師賽 B
- 2004年 (1) - 比尼亞德爾馬（BellSouth 公開賽）

^  注解B：為ATP大師賽（共5項）

### 男雙冠軍（8）
- 1996年 (1) - 聖地牙哥（智利公開賽）
- 1997年 (3) - 埃斯托里爾（葡萄牙卡公開賽）、博洛尼亞、史特加-1（史特加室外賽）
- 1998年 (1) - 格施塔德（瑞士公開賽）
- 1999年 (1) - 阿德莱德
- 2000年 (1) - 聖地牙哥（智利公開賽）
- 2001年 (1) - 阿卡普爾科

## 退休之后

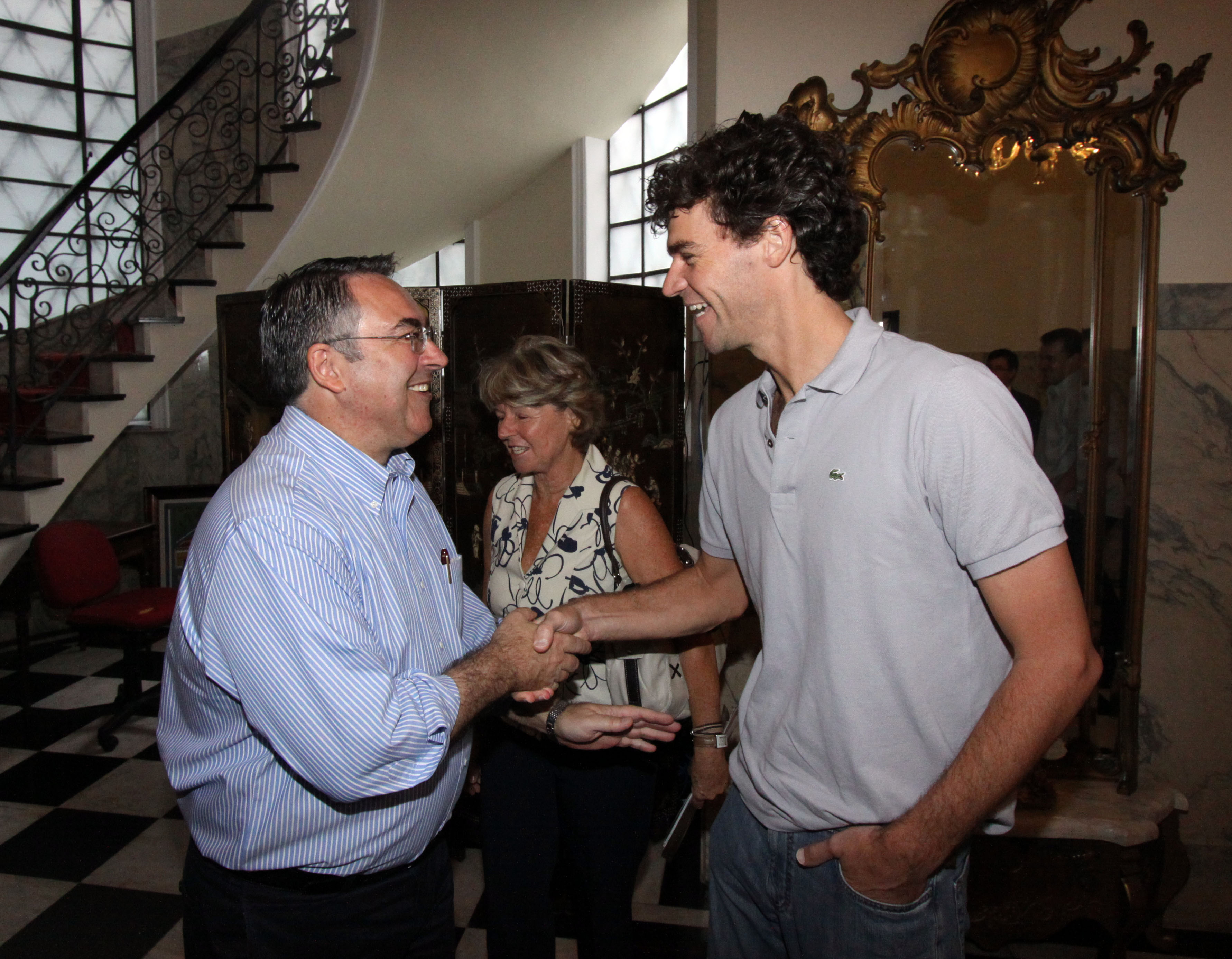

库尔滕退役后长居于故乡，热心引导当地的一些热爱网球且天赋聪明的网球青少年，也时常泡在咖啡馆里休闲，而且非常爱玩冲浪。

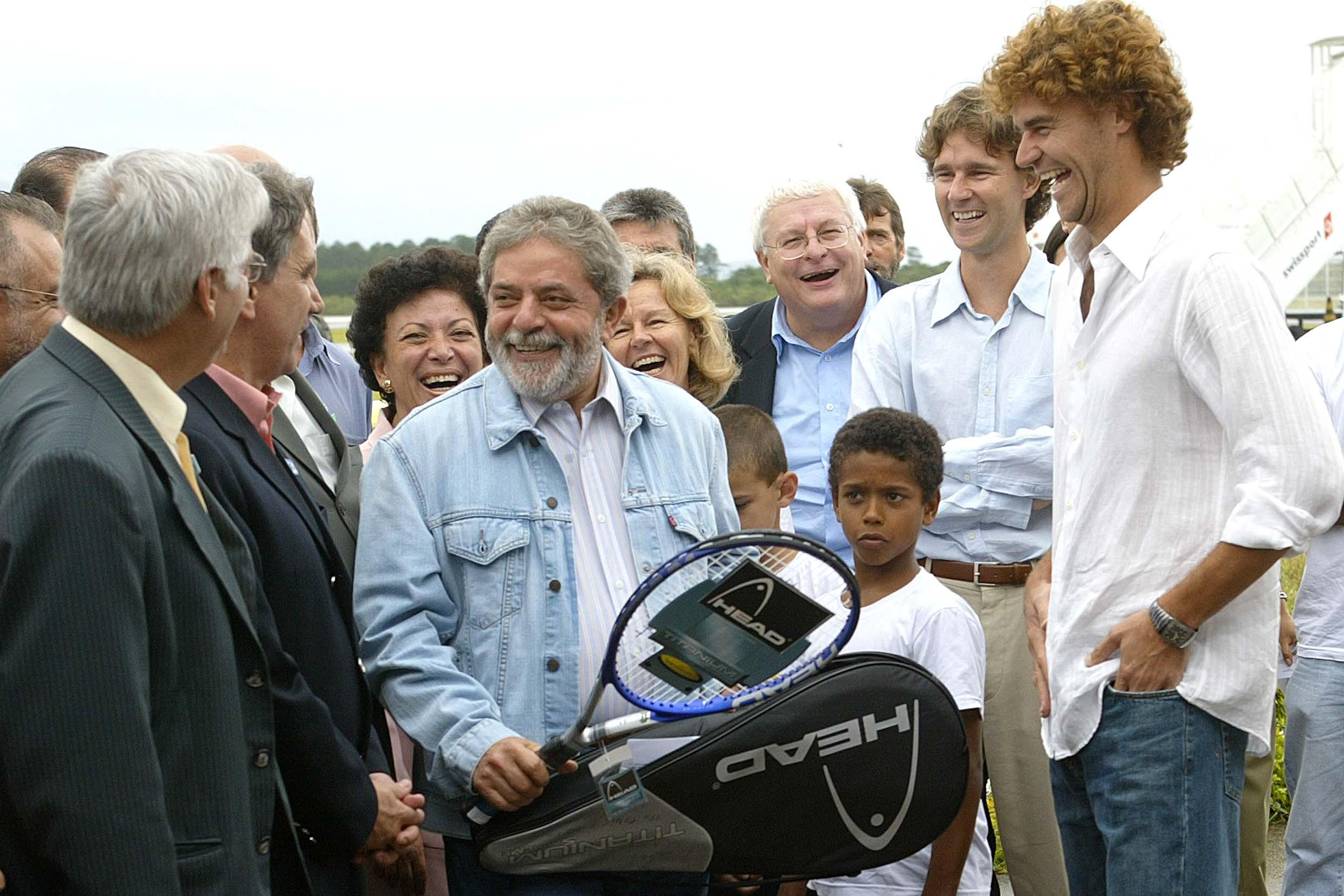
库尔滕与时任巴西总统路易斯·伊纳西奥·卢拉·达席尔瓦

他也常常参加一些慈善表演赛；网球大满贯赛事举行时他也常常亲临现场，2007年法国网球公开赛男单决赛时他更担任特邀颁奖嘉宾，亲手将冠军奖杯发给晚辈里的红土之王纳达尔。

## 歷年世界排名

### ATP單打年終世界排名
| 年份                     | 95  | 96 | 97 | 98 | 99 | 00 | 01 | 02 | 03 | 04 | 05  | 06   | 07  | 08   |
| ------------------------ | --- | -- | -- | -- | -- | -- | -- | -- | -- | -- | --- | ---- | --- | ---- |
| ATP男子單打 年終世界排名 | 188 | 88 | 14 | 23 | 5  | 1  | 2  | 37 | 16 | 40 | 291 | 1078 | 680 | 1150 |

### 43週ATP單打世界排名第一
| 球王任期                       | 前任球王 | 繼任球王 | 連續週數 | 累積週數 |
| ------------------------------ | -------- | -------- | -------- | -------- |
| 2000年12月4日 - 2001年1月28日  | 薩芬     | 沙芬     | 8週      | 8週      |
| 2001年2月26日 - 2001年4月1日   | 沙芬     | 沙芬     | 5週      | 13週     |
| 2001年4月23日 - 2001年11月18日 | 沙芬     | 休伊特   | 30週     | 43週     |

## 外部連結
- 官方网站
- Gustavo "Guga" Kuerten | International Tennis Hall of Fame （页面存档备份，存于） （英文）
- 古斯塔沃·库尔滕（英文/西班牙文）的官方資料
- 古斯塔沃·库尔滕的國際網球總會 職業／青少年 官方資料（英文）
- 古斯塔沃·库尔滕的官方資料（英文）